# نه ماه
نه ماه (به انگلیسی: Nine Months) فیلمی کمدی رمانتیک است محصول سال ۱۹۹۵ به کارگردانی کریس کلمبوس. در این فیلم بازیگرانی همچون هیو گرانت، جولیان مور، توماس آرنلد، جوآن کیوساک، جف گلدبلام، رابین ویلیامز، اشلی جانسون، الکسا وگا، زلدا ویلیامز، چارلز مارتینت و کریستین دیویس ایفای نقش کرده‌اند.